# Selliguea yakuinsularis
Selliguea yakuinsularis là một loài dương xỉ trong họ Polypodiaceae. Loài này được H.Ohashi & K.Ohashi mô tả khoa học đầu tiên năm 2009.
Danh pháp khoa học của loài này chưa được làm sáng tỏ. 